# Wilhelm Zinn
Wilhelm Zinn (* 18. Dezember 1869 in St. Pirminsberg, Schweiz; † 12. August 1943 in Templin) war ein deutscher Arzt, Hochschullehrer und dirigierender Arzt der Zweiten Inneren Abteilung des Krankenhauses Moabit.

## Leben und Wirken
Wilhelm Pirmin Zinn wurde als Sohn des Psychiaters August Zinn (1825–1897) und seiner Ehefrau Anna geborene Haas (1829–1910) in St. Pirminsberg geboren. August Zinn war dort in der psychiatrischen Klinik tätig. St. Pirminsberg gehört heute zur politischen Gemeinde Pfäfers, einer Ortschaft oberhalb von Bad Ragaz im Kanton St. Gallen. Beide Eltern stammen aus der Pfalz. Der Vater war 1849 als Anhänger der politischen Bewegung von 1848/1849 in die Schweiz geflüchtet und hatte Medizin an der Universität Zürich studiert. Die Familie zog 1872 nach Eberswalde, wohin Vater August Zinn als Chefarzt der „Land-Irren-Anstalt Neustadt-Eberswalde“ berufen worden war.
Wilhelm Zinn studierte Medizin in München, Bonn und Würzburg. Nach dem Studium praktizierte er einige Jahre als Assistent am Nürnberger Krankenhaus (bei dem Pathologen Charles Thorel und bei dem Internisten Gottlieb von Merkel), um 1895 in die Gerhardtsche Klinik der Charité Berlin zu wechseln. In seinem Fachgebiet Innere Medizin habilitierte er sich und wurde 1898 Privatdozent.
1900 wechselte er als Chefarzt der Inneren Abteilung des Diakonissen-Krankenhauses Bethanien. 1909 wurde er zum dirigierenden Arzt der Zweiten Inneren Abteilung des Krankenhauses Moabit ernannt. Von 1921 bis 1938 war er außerordentlicher Professor für Innere Medizin an der Friedrich-Wilhelms-Universität zu Berlin.
Die Deutsche Medizinische Wochenschrift schrieb im Jahr 1956 über ihn: (Er war ein Mann), von dem man sagen darf, daß er in Berlin der ersten Hälfte unseres Jahrhundert, in glücklichen und schweren Zeiten, neben seinem Amt als Krankenhausleiter sein Bestes gerade als Konsiliarius geleistet hat. Sein Andenken klingt bis zum heutigen Tag in den Herzen seiner Kranken und der Berliner Ärzte nach.

## Familie
Wilhelm Zinn war mit Clara geborene Schöne (1881–1964) verheiratet, mit der er zwei Söhne und vier Töchter hatte. Clara Zinn, Tochter des Archäologen und Direktors der Königlichen Museen zu Berlin Richard Schöne, veröffentlichte im Jahr 1918 ein Buch Kinderspiel und Spielzeug, das in fünf Auflagen verlegt wurde. Die letzte Auflage erschien 1927.
Die Tochter Elisabeth (1908–1995) war mit dem evangelischen Theologen Günther Bornkamm (1905–1990) verheiratet, mit dem sie fünf Kinder hatte. Der Sohn Ernst Zinn (1910–1990) wurde als klassischer Philologe bekannt und lehrte und forschte als Professor an den Universitäten zu Saarbrücken und Tübingen. Es folgten die Töchter Ingeborg Johanna (1911–1961) und Marianne (1913–2001). Der zweite Sohn Wilhelm Martin Zinn (1916–2000) war Rheumatologe und Facharzt für Rehabilitation und bis zu seinem Ausscheiden aus dem aktiven Berufsleben 1987 Direktor des Medizinischen Zentrums Bad Ragaz und Leiter des Rehabilitationszentrums Valens (Rheumatologie und Neurorehabilitation) im Kanton St. Gallen in der Schweiz. Die jüngste Tochter Renate (* 1920) war Geigenlehrerin und spielte Bratsche in verschiedenen Orchestern.

## Werke
- Wilhelm Zinn, Martin Jacoby: Ankylostomum duodenale: Über seine geographische Verbreitung und seine Bedeutung für die Pathologie. Georg Thieme, Leipzig 1898 (53 S.).
- Georg Klemperer, Wilhelm Zinn, Paul Reckzeh, Arthur Schlockow: Arzneiverordnungen zum Gebrauch für Ärzte und Studierende, besonders in der Kassenpraxis. Urban & Schwarzenberg, Berlin, Wien 1925 (120 S.).
- Wilhelm Zinn, Walter Siebert: Ergebnisse der Pneumothoraxtherapie bei Lungentuberkulose. Joh. Ambr. Barth, Leipzig 1926 (65 S.).
- Georg Klemperer, E. Romberg, Wilhelm Zinn, Arthur Schlockow: Deutsches Arzneiverordnungsbuch. Ausg. 1926 Auflage. Urban & Schwarzenberg, Berlin, Wien 1926 (V, 192 S.).
- Wilhelm Zinn, Georg Katz: Biologische Einwirkung von der Haut auf den gesunden und tuberkulösen Organismus: Kutane Tuberkulin-Diagnostik und Therapie. Joh. Ambr. Barth, Leipzig 1927 (211 S.).
- Wilhelm Zinn, Erich Schröder: Die Pneumothoraxbehandlung der Lungentuberkulose, ihre Durchführung und soziale Bedeutung. Joh. Ambr. Barth, Leipzig 1932 (37 S.).